# Najazd Abbasydów na Anatolię
Najazd Abbasydów na Anatolię – największa operacja zbrojna przeprowadzona w 806 roku przez Kalifat Abbasydów przeciwko Cesarstwu Bizantyńskiemu. Na czele ekspedycji stał sam kalif Abbasydów Harun ar-Raszid (panował w latach 786-809), który chciał w ten sposób odpłacić się Bizancjum za porażkę, jaką kalifat poniósł rok wcześniej w regionie przygranicznym i pokazać siłę Abbasydów bizantyńskiemu cesarzowi, Niceforowi Genikowi (lata panowania 802-811). Abbasydzka armia, licząca ponad 135 tys. ludzi, dokonała − nie napotykając oporu − inwazji Kapadocji, zdobyła kilka miast i fortec, co zmusiło Nicefora do prośby o pokój w zamian za płacenie trybutu. Jednak po wycofaniu się wojsk Haruna Nicefor pogwałcił postanowienia traktatu i ponownie zajął forty nadgraniczne, które wcześniej był zmuszony opuścić. Tylko dzięki temu, że Harun był zajęty zwalczaniem rebelii w Chorasanie, a trzy lata później zmarł, cesarstwo uniknęło kolejnego uderzenia. Wojny domowe, jakie wybuchły w kalifacie Abbasydów po roku 809, a także skierowanie uwagi Bizantyńczyków na rosnącą potęgę Bułgarów, na dłużej przerwały bizantyńsko-arabski konflikt.

## Podłoże
Gdy w październiku 802 roku obalona została cesarzowa Irena, a na tron wstąpił Nicefor, rozpoczął się nowy etap długotrwałych krwawych wojen bizantyńsko-arabskich. Po serii corocznych wyniszczających rajdów wojsk kalifatu na terytorium Anatolii, Irena zdołała w roku 798 zawrzeć traktat z Harunem ar-Raszidem, który zgodził się powstrzymać ataki w zamian za płacony corocznie trybut. Nicefor był bardziej wojowniczy niż Irena − syryjskie źródło odnotowało, że na wieść o intronizacji Nicefora Elpidios, bizantyński renegat, wezwał arabskiego gubernatora Górnej Mezopotamii by ten „zrzucił swe jedwabie i wdział zbroję” − a ponadto zdecydowany uzupełnić skarb cesarstwa poprzez, między innymi, zaprzestanie płacenia trybutu. Harun odpowiedział natychmiast rajdem pod wodzą swego trzeciego syna Kasyma. Nicefor nie był w stanie zareagować, bowiem stanął właśnie wobec buntu Armii Azjatyckiej dowodzonej przez Bardanesa Turkosa. Po usunięciu Bardanesa Nicefor zebrał swe wojska i ruszył naprzeciw drugiej, większej armii inwazyjnej, na czele której stał sam kalif. Obie armie manewrowały przez dwa miesiące w środkowej Anatolii, ale do bitwy nie doszło; Nicefor i Harun wymieniali się listami, aż ustalili, że kalif się wycofa i zawrze z cesarzem zawieszenie broni do końca roku w zamian za częściową płatność trybutu.
W roku następnym siły pod wodzą Ibrahima bin Dżibrila przekroczyły góry Taurus i wkroczyły do Azji Mniejszej. Nicefor ruszył przeciw Arabom, ale przegrał bitwę pod Krasos, sam ledwie uchodząc z życiem. Tym razem Harun, który zmagał się z rebeliantami w Chorasanie, przyjął trybut i zawarł pokój. Doszło również do wymiany jeńców; miała ona miejsce zimą na granicznej rzece Lamos w Cylicji: około 3700 muzułmanów zostało wymienionych na chrześcijan. Teraz Harun ruszył do Chorasanu, na straży granicy z Bizancjum zostawił Kasyma. Nicefor wykorzystał sytuację: wiosną jego żołnierze odbudowali zniszczone mury miast Safsaf, Thebasa i Ancyra, a latem ruszył pierwszy od dwóch dziesięcioleci bizantyński rajd transgraniczny. Bizantyńska armia wkroczyła  do Arabskiej Cylicji w okolicach fortec Mopsuestia i Anazarbus, wzięła jeńców i wycofała się. W odwrocie została niespodziewanie zaatakowana przez garnizon zamku Mopsuestia, któremu udało się odbić większość jeńców i łupów. Teraz Bizantyńczycy ruszyli na Tars. Miasto, odbudowane z gruzów i zaludnione w roku 786 na rozkaz Haruna, któremu zależało na zwiększeniu muzułmańskiej populacji prowincji, padło, a cały garnizon dostał się do niewoli. W tym samym czasie inne siły bizantyńskie wkroczyły do Górnej Mezopotamii, a na Cyprze wybuchło podsycane przez cesarza antyarabskie powstanie.
Nagły wzrost bizantyńskiej aktywności poważnie zaniepokoił Haruna, tym bardziej, że doniesiono mu o planowanej na rok następny kolejnej akcji Nicefora, który miał zamiar odebrać wszystkie rejony przygraniczne. Jak pisał historyk Warren Treadgold, gdyby zamiary Bizantyńczyków się powiodły, obsadzenie garnizonami Tarsu i Melitene mogłoby częściowo zablokować arabskie drogi inwazyjne prowadzące przez góry Taurus do serca bizantyńskiej Anatolii. Z drugiej strony Nicefor doskonale zdawał sobie sprawę z przewagi kalifatu zarówno w ludziach jak i środkach, więc zapewne traktował tę kampanię jako pokaz siły i sprawdzian możliwości przeciwnika.

## Kampania
Uporawszy się z Chorasanem, Harun w listopadzie 805 roku zwrócił się ku zachodowi przygotowując na rok następny wielką ekspedycję odwetową, w której wziąć miały udział kontyngenty z Syrii, Palestyny, Persji i Egiptu, liczące − jeśli wierzyć al-Tabariemu − 135 tys. regularnych wojsk, nie licząc jeszcze większych sił pospolitego ruszenia. Te liczby − a jeszcze bardziej fantastyczne podaje bizantyński kronikarz Teofanes Wyznawca (300 tys.) − są niewątpliwie przesadzone, ale obrazują przewagę sił Abbasydów, które były znacznie większe niż cała armia bizantyńska. Jednocześnie admirał Humayd bin Ma'yuf al-Hauri przygotowywał się do uderzenia na Cypr.
Wielka armia Haruna wyruszyła z Rakki w północnej Syrii 11 czerwca 806 roku. Na jej czele stał sam kalif, którego zawój zdobił napis „Bojownik za wiarę i pielgrzym”. Abbasydzi przeszli przez Cylicję, gdzie Harun kazał odbudować Tars, po czym wkroczyli do byzantyńskiej Kapadocji. Harun maszerował na miasto Tyana, które zostało opuszczone przez mieszkańców. Założył tam swą bazę operacyjną nakazując ufortyfikowanie miejscowości i wzniesienie w niej meczetu. Wódz Haruna – Abdallah bin Malik al-Chuza'i, wziął Sideropalos, skąd kuzyn Haruna Dawud bin 'Isa bin Musa na czele połowy wojsk (70 tys. ludzi) ruszył pustoszyć Kapadocję. Szurahil bin Ma'n bin Za'ida zdobył tzw. „Słowiański Fort” (ar. Hisn al-Saqalibah) i niedawno odbudowane miasto Thebasa, podczas gdy Yazid bin Machlad wziął Fort Wierzb (ar. al-Safsaf) i Malakopeę. Abbasydzi zdobyli Andrasos i oblegli Kyzistrę, a jeden z zagonów dotarł nawet do Ancyry, której jednakże nie zajął. Harun − na czele reszty armii − pomaszerował na zachód, gdzie po dwumiesięcznym (sierpień/wrzesień) oblężeniu zdobył Herakleję. Miasto zostało splądrowane i spalone, a jego mieszkańcy − jako niewolnicy − deportowani w głąb kalifatu. Tymczasem Humayd spustoszył Cypr, a około 16 tys. mieszkańców wyspy (wraz z ich arcybiskupem) uprowadził do Syrii, gdzie zostali sprzedani w niewolę.
Nicefor, zbyt słaby i zagrożony na tyłach przez Bułgarów, nie był w stanie powstrzymać najazdu. Dowodził swą armią w polu i odniósł nawet kilka zwycięstw nad mniejszymi formacjami wroga, ale od głównych sił Haruna trzymał się z daleka. W końcu, wobec prawdopodobnego zimowania arabskiej armii w Anatolii, wysłał do Haruna trzech posłów: Michała, biskupa Synnady, Piotra, opata monasteru Goulaion i Grzegorza, zarządcę metropolis Amastris. Harun postawił następujące warunki: roczny trybut w wysokości 30 tys. nomismata w złocie (50 tys. według al-Tabariego), a ponadto cesarz oraz jego syn i następca, Staurakios, mieli płacić kalifowi upokarzające pogłówne, trzy złote monety od każdego (odpowiednio cztery i dwie w wersji al-Tabariego), uznając się tym samym za poddanych ar-Raszida. Nicefor zobowiązał się również nie odbudowywać zniszczonych umocnień. Uzyskawszy to wszystko kalif wyprowadził swe wojska z bizantyńskiego terytorium.

## Następstwa
Zawarciu pokoju towarzyszyły, według al-Tabariego, zaskakująco przyjazne gesty obu władców: Nicefor poprosił Haruna o odesłanie mu dziewczyny z Heraklei, która była kandydatką na żonę Staurakiosa, a także o jakieś kosmetyki. Zgodnie z tym, co pisał al-Tabari, Harun „polecił oddać niewolnicę; została przywieziona i z poszanowaniem umieszczona w namiocie, który on sam zamieszkiwał. Niewolnicę i namiot wraz z jego wyposażeniem przekazano wysłannikowi Nicefora. (Harun) posłał Niceforowi perfumy, o które prosił oraz daktyle, tace ze słodyczami, rodzynkami i lekami”. Nicefor odwzajemnił się, śląc kalifowi konia obciążonego 50 tys. srebrnych monet, setką szat z satyny, dwiema setkami szat z delikatnego brokatu, tuzin sokołów, cztery psy łowcze i jeszcze trzy konie. Jednak, gdy tylko Arabowie się wycofali, cesarz odbudował nadgraniczne forty i przestał płacić trybut. Teofanes odnotował, że Harun niespodziewanie wrócił i w odwet wziął Thebasę, ale nie znajduje to potwierdzenia w innych źródłach.
W roku następnym Arabowie przypuścili kilka ataków odwetowych, ale wiosenny rajd Yazida bin Makhlad al-Hubayri al-Fazariego skończył się klęską i śmiercią jego samego, zaś większy, letni najazd pod wodzą Harthamy bin A'yana doprowadził do nierozstrzygniętego starcia z wojskami Nicefora, po czym obie strony wycofały się. Bizantyńczycy w odpowiedzi najechali okolice Germaniki, zaś późnym latem Humayd przeprowadził wielką operację morską. Flota Abbasydów najechała Rodos, nawet dotarła do Peloponezu, gdzie Arabowie wzniecili rebelię miejscowych Słowian. Jednak w drodze powrotnej Humayd stracił w sztormie kilka okrętów, a Słowianom nie udało się wziąć miasta Patras i ich bunt został stłumiony. Niepowodzenia Abbasydów zbiegły się z wybuchem kolejnego powstania w Chorasanie, co zmusiło Haruna do ponownego udania się na wschód. Kalif zawarł nowe zawieszenie broni, skutkiem czego doszło do kolejnej wymiany jeńców w roku 808. W ten sposób Nicefor osiągnął zamierzone cele zarówno w odniesieniu do umocnień nadgranicznych, jak i trybutu.
Reasumując: wielka ekspedycja karna Haruna nie przyniosła nadzwyczajnych efektów. Nie licząc złupienia Heraklei, czemu źródła arabskie poświęciły najwięcej uwagi, żadnych trwałych celów nie osiągnęła, a Nicefor bardzo szybko pogwałcił postanowienia traktatowe. Gdyby Harun posłuchał kilku swoich doradców i poszedł dalej na zachód, napadając na główne miasta, mógłby wyrządzić cesarstwu poważne szkody. Wygląda na to, że kalif był zadowolony z demonstracji siły, czym mógł zastraszyć Nicefora i odstręczyć go od powtórzenia najazdu z roku 805. W tym sensie najazd Abbasydów należy uznać za sukces: po roku 806 bizantyński władca porzucił plany ekspansji na wschodzie i zajął się reformami finansów oraz odzyskiwaniem stanu posiadania na Bałkanach w wojnie z Bułgarami. Kroki podjęte przez Nicefora w tym kierunku doprowadziły do tragicznej dlań bitwy na przełęczy Wyrbica w 811 roku; z kolei po śmierci Haruna, który zmarł 24 marca 809 roku, kalifat stał się teatrem wojny domowej toczonej przez jego synów – al-Amina (panował w latach 809-813) i al-Mamuna (813-833) – i nie był zdolny do podejmowania działań przeciw Bizancjum. Kampania roku 806 i nieskuteczne rajdy w roku następnym były ostatnimi najazdami Abbasydów na ziemie cesarstwa na ponad dwadzieścia lat. Dopiero po wstąpieniu na tron Bizancjum Teofila (lata panowania 829-842) doszło do konfrontacji z kalifami al-Mamunem i al-Mutasimem (833-842).